# 英雄の詩 (THE ALFEEの曲)
「英雄の詩」（えいゆうのうた）は、2014年8月26日に発売されたTHE ALFEE64枚目のシングル。

## 概要
テレビ東京系特撮テレビ番組『新ウルトラマン列伝』および『ウルトラマンギンガS』主題歌。2013年「Final Wars!」に引き続き、使用された。
2015年1月28日発売、高見沢俊彦プロデュースによるコンピレーションアルバム「ウルトラヒーローソング列伝」に本作のテレビ用ショート・ヴァージョンが2パターン収録。「英雄の詩 （TV Short Ver. 1）」は第55話から第70話までの主題歌として使われ、本作のレコーディングが行われる前にテレビ主題歌制作に必要な90秒の長さでレコーディングしたテイクで本作とサウンドに違いがある。TV版にある高音コーラスが入っていないなど相違点がある。「英雄の詩 （TV Short Ver. 2）」は本作リリース後、2番の歌詞を使いテレビ主題歌サイズに編集し直したもので、サウンドは同一で第71話から第78話まで使われた。
カップリング曲「LOVES FOR ONE」は2014年『大阪国際女子マラソン』イメージソングに使われた。
デビュー40周年記念第1弾シングルという名目であったが第2弾以降の発売は無かった。
本作は前作に引き続き、ジャケット写真とボーナストラックの異なる3種類で発売。各盤2014年5月25日NHKホールのライヴ・ヴァージョンが収録。
本作で初めてユニバーサルミュージックストア限定のCDが3種類発売された。桜井、坂崎、高見沢それぞれのソロジャケット仕様で、各盤内容は共通。「英雄の詩」「LOVES FOR ONE」「英雄の詩 (Original Instrumental)」3曲入りである。

## 収録曲
TYCT-30032
※ジャケットにウルトラマンギンガとウルトラマンビクトリーが描かれている。
1. 英雄の詩（『新ウルトラマン列伝』・『ウルトラマンギンガS』主題歌[1]）
作詞・作曲：高見沢俊彦 / 編曲：高見沢俊彦 with 本田優一郎
2. LOVES FOR ONE（2014大阪国際女子マラソンイメージソング）
作詞・作曲：高見沢俊彦  /編曲：高見沢俊彦 with 本田優一郎
3. 孤独な世代 (Live at NHK Hall May 25, 2014)
作詞・作曲：高見沢俊彦  /編曲：THE ALFEE
4. 英雄の詩 (Original Instrumental)

TYCT-30033
1. 英雄の詩
2. LOVES FOR ONE
3. Beginning of the Time (Live at NHK Hall May 25, 2014)
作詞・作曲：高見沢俊彦  /編曲：THE ALFEE
4. 英雄の詩 (Original Instrumental)

TYCT-30034
1. 英雄の詩
2. LOVES FOR ONE
3. シュプレヒコールに耳を塞いで (Live at NHK Hall May 25, 2014)
作詞・作曲：高見沢俊彦  /編曲：THE ALFEE
4. 英雄の詩 (Original Instrumental)